# Wągrowiec (comune rurale)
Wągrowiec è un comune rurale polacco del distretto di Wągrowiec, nel voivodato della Grande Polonia.
Ricopre una superficie di 347,75 km² e nel 2004 contava 11 268 abitanti.
Il capoluogo è Wągrowiec, che non fa parte del territorio ma costituisce un comune a sé.